# Powiat kalwaryjski
Powiat lub ujezd kalwaryjski – dawny powiat guberni suwalskiej. Siedzibą powiatu była Kalwaria na Litwie.
Powiat guberni suwalskiej, utworzony w 1867 z części dawnego powiatu kalwaryjskiego, obejmował 24,65 mil kwadratowych.
10 października 1920 r. na podstawie umowy suwalskiej wszedł w skład Litwy.